# Ceratomyxa flexa
Ceratomyxa flexa is een microscopische parasiet uit de familie Ceratomyxidae. Ceratomyxa flexa werd in 1960 beschreven door Meglitsch. 